# Węsierski IV
Węsierski IV (Gruba-Węsierski, Gruben-Węsierski, Leliwa odmienny) – kaszubski herb szlachecki, według Przemysława Pragerta odmiana herbu Leliwa.

## Opis herbu
Opis z wykorzystaniem zasad blazonowania, zaproponowanych przez Alfreda Znamierowskiego:
Na tarczy dzielonej w krzyż w polach I i III półksiężyc, nad którym gwiazda (Leliwa), w polach II i IV pies biegnący. Klejnot: nad hełmem w koronie półksiężyc w prawo; naprzeciwko niego gwiazda. Labry: barwy nieznanej.

## Najwcześniejsze wzmianki
Herb opisany słownie przez Żernickiego (Der polnische Adel).

## Rodzina Gruba-Węsierskich
Węsierski to nazwisko odmiejscowe wzięte od wsi Węsiory. Mieszkało tam kilka rodzin szlacheckich, noszących różne nazwiska, między innymi: Belina (Bilina), Bronk, Cieszyca, Dułak, Gruba, Gruchała. Grubowie notowani byli od końca XVI wieku. W 1584 wzmiankowany jest Marczin Wessersky Gruba, w 1611 Elżbieta Węserska alias Gruba, zaś w 1723 Nlis Grub Węsierski.

## Herbowni
Węsierski z przydomkiem Gruba.
Przydomek Gruba wskazywałby, że rodzina ta powinna raczej pieczętować się herbem Lew VI. Herb z Leliwą i psami przypisał im Żernicki. Kształt godeł sugerowałby, że był to raczej herb Gruchałów-Węsierskich (Węsierski V, Węsierski VI). Węsierscy z innymi przydomkami posługiwali się szeregiem innych herbów, między innymi: Węsierski, Bronk, Cieszyca, Dułak, Dułak II, Dułak III, Dułak IV, Węsierski VII, Nieczuła, Tessen.